# Dorian Montes
I Dorian Montes sono una struttura geologica della superficie di Io.